# GoSwim
GoSwim is een zwemvereniging in de Nederlandse gemeente Houten. De zwemvereniging heeft een afdeling wedstrijdzwemmen en sinds 2007 ook een afdeling voor waterpolo. Vanwege de groei die de vereniging doormaakte bij de afdeling waterpolo, heeft het nu teams in alle leeftijdsklassen.

## Geschiedenis
GoSwim is opgericht op 1 januari 2002 en heeft zijn oefenruimte in het zwembad De Wetering aan de Hefboom 3 in Houten.

## Trivia
In 2013 behaalde Dèlenn van Oostrom van GoSwim bij de dames de vierde plaats op de Open Nederlands Kampioenschap Marathonzwemmen 22.000 meter.